# كأس ستانلي
كأس ستانلي، والذي عُرف لأول مرة باسم كأس تحدي دومينيون للهوكي، هو كأس لرياضة هوكي الجليد في أمريكا الشمالية يُمنح بشكل سنوي منذ عام 1927 من قبل دوري الهوكي الوطني للفريق الفائز.
اقترن اسم الكأس بفريدريك ستانلي الذي تبرع بأول نسخة من الكأس وسُلمت الكأس لأول مرة في عام 1893 من قبل الأمينين، وهما رجلان عينهما ستانلي لإدارة النزاعات وحماية مصالح الكأس.
ما بين عامي 1893 و1914، كان من الممكن الفوز بالكأس بطريقتين: إما عن طريق الفوز بتحدي ضد الفريق الحامل للقب أو بالحصول على صدارة الدوري الذي ينشط فيه هذا الفريق.
في عام 1915، تم التوصل إلى اتفاق بين المشرفين على أكبر البطولات في أمريكا الشمالية في ذلك الوقت، أي الرابطة أو الجمعية الوطنية للهوكي ( بالفرنسية l'Association nationale de hockey أو ANH ) وجمعية الهوكي لساحل المحيط الهادئ (بالانجليزية Pacific Coast Hockey Association أو PCHA ) وبموجب هذا الاتفاق فإن كأس ستانلي يكافئ الفائز في سلسلة نهائية من المنافسات بين أفضل فريق في كل دوري. بعد ذلك بعامين، تم استبدال الجمعية الوطنية للهوكي بالدوري الوطني للهوكي ( بالفرنسية Ligue nationale de hockey أو LNH)
في سنة 1919، تم إلغاء نهائي الكأس بسبب وباء الأنفلونزا ولم تُمنح كأس ستانلي ذلك العام ويُعد هذا الإلغاء لهذه المنافسة في هذا المستوى الأول من نوعه منذ تأسيس الكأس عام 1893.
في عام 1921 ، تم تشكيل دوري أو رابطة غرب كندا للهوكي (بالانجليزية Western Canada Hockey League أو WCHL) وسُمح لها باللعب ضد أفضل فريق في جمعية الهوكي لساحل المحيط الهادئ لتحديد الفريق الذي سيُقابل الفريق الممثل للدوري الوطني للهوكي لم تستطع جمعية الهوكي لساحل المحيط الهادئ مقاومة  هذه المنافسة لفترة طويلة إذ أوقفت نشاطها عام 1924. ولقيت  رابطة غرب كندا للهوكي المصير نفسه بعدها بعامين، لينفرد الدوري الوطني للهوكي باللعب من أجل نيل كأس ستانلي.